# Dobroslav Jevđević
Dobroslav Jevđević (en serbio: Доброслав Јевђевић, dobroslaʋ jêʋdʑevitɕ; 28 de diciembre de 1895–octubre de 1962) fue un político serbobosnio que se proclamó comandante chetnik (en serbocroata: vojvoda, вoјвода) en la región de Herzegovina en el Reino de Yugoslavia ocupado por el Eje, durante la Segunda Guerra Mundial. Perteneció a la Asociación Chetnik en el periodo de entreguerras y a la Organización de Nacionalistas Yugoslavos, fue diputado del Parlamento Yugoslavo por el Partido Nacional Yugoslavo y uno de los dirigentes de la oposición política al rey Alejandro I hasta el asesinato de este en 1934. Al año siguiente, se convirtió en responsable de propaganda del Gobierno yugoslavo.
Tras la invasión de Yugoslavia en abril de 1941, se convirtió en dirigente chetnik en Herzegovina y se unió al movimiento de Draža Mihailović. Colaboró primero con los italianos y más tarde con los alemanes en operaciones contra los partisanos yugoslavos. Aunque reconocía la autoridad de Mihailović —que conocía y aprobaba la colaboración con las potencias del Eje—, Jevđević actuó a menudo de forma independiente a este, salvo en las ocasiones en las que colaboró con Ilija Trifunović-Birčanin, representante de Mihailović y comandante chetnik de Dalmacia, Herzegovina, Bosnia occidental y Croacia suroccidental.
Durante la operación conjunta italo-chetnik denominada operación Alfa, las fuerzas de Jevđević, en cooperación con otras unidades chetniks, asesinaron entre 543 y 2500 civiles bosníacos y católicos en la región de Prozor en octubre de 1942. Participaron asimismo en una de las mayores operaciones del Eje contra los partisanos, la operación Weiss en el invierno de 1943. Sus fuerzas reaparecieron junta con otras colaboracionistas en el oeste yugoslavo, bajo el mando del general de las SS Odilo Globocnik, encargado de la zona de operaciones del litoral adriático. Jevđević huyó a Italia en la primavera de 1945,  donde lo arrestaron las autoridades militares aliadas, que lo enviaron a un campo de detención en Grottaglie. Liberado finalmente tras recibir notable respaldo aliado, evitó ser extraditado a Yugoslavia. Se mudó a Roma y vivió bajo nombre falso. Durante la posguerra recabó informes para diversos servicios de espionaje occidentales y publicó varias obras anticomunistas. Residió en Roma hasta su fallecimiento en octubre de 1962.

## Comienzos y carrera política
Dobroslav Jevđević  nació en la aldea de Miloševac en Prača, cerca de la ciudad de Rogatica el 28 de diciembre de 1895, hijo de Dimitrije y Angela Jevđević (de soltera Kosorić). La familia era de origen serbo-montenegrino. Criado en la fe ortodoxa serbia, asistió a la escuela secundaria en Sarajevo,  donde se afilió a la organización revolucionaria conocida como Joven Bosnia y forjó amistad con Gavrilo Princip, el asesino del archiduque Francisco Fernando de Austria.
Buen escritor y poeta en su juventud, estudió derecho en las universidades de Zagreb, Belgrado y Viena y hablaba con soltura diversos idiomas (serbocroata, italiano, alemán y francés). Su padre falleció en 1916 y su carrera política comenzó dos años más tarde. Durante el periodo de entreguerras, fue uno de los políticos serbios más influyentes en Bosnia. Pertenecía a la Asociación Chetnik, una organización serbia extremadamente chovinista con más de medio millón de afiliados presidida por Kosta Pećanac. Era también uno de los dirigentes del Partido Democrático Independiente (Samostalna demokratska stranka, NDS) y presidía la sección militar del movimiento, la Organización de Nacionalistas Yugoslavos (Organizacija Jugoslovenskih Nacionalista, ORJUNA), que aterrorizaba a los serbios de Bosnia, Herzegovina y Croacia que se negaban a ingresar en el partido. Más tarde se presentó como candidato opositor del Partido Nacional Yugoslavo (Jugoslovenska nacionalna stranka, JNS) a las Cortes. Elegido finalmente diputado, representó a los distritos de Rogatica y Novi Sad. Su inclinación a colaborar con distintos partidos yugoslavos le otorgó reputación de «estar dispuesto a venderse a cualquier grupo político a cambio de favores o de promoción». El primer ministro Bogoljub Jevtić le nombró jefe de propaganda del Gobierno en 1935. Jevđević aprobó la creación de la Banovina de Croacia en 1939 y defendió la formación de una unidad administrativa serbia equivalente que incluyese la mayor parte de Bosnia y Herzegovina. En 1941, su primo el coronel Dušan Radović, abandonó el país y se unió la Royal Air Force (RAF).

## Segunda Guerra Mundial
Huyó a Budva tras la invasión de Yugoslavia de abril de 1941. Ese mismo mes, los alemanes crearon el Estado títere croata conocido como Estado Independiente de Croacia (Nezavisna Država Hrvatska; NDH), que aplicó medidas genocidas contra serbios, judíos y gitanos. La población serbia comenzó a oponer resistencia a las acciones del nuevo Estado y Jevđević se convirtió en un destacado dirigente del levantamiento chetnik contra las autoridades croatas en Bosnia y Herzegovina que tuvo lugar en 1941. Conocido por sus simpatía filoitalianas ya antes de la guerra, el dirigente chetnik Draža Mihailović parece que lo describió en broma como «un italiano al que le gustan los serbios«. En el verano de 1941, Jevđević trabó contacto con las autoridades italianas. Junto con Ilija Trifunović-Birčanin, trató de cooperar con ellas, convencido de que la ocupación italiana de la región limitaría la capacidad del NDH de llevar a cabo sus medidas antiserbias. Esperaba asimismo que los italianos aceptarían formar un Estado serbio en Bosnia y Herzegovina bajo su protección, aunque estos se mostraron en realidad más interesados en lograr la cooperación de las fuerzas chetniks de Jevđević en las luchas contra los partisanos que en ayudarle a lograr sus objetivos políticos.
El 20 de octubre de 1941, Jevđević y Trifunović-Birčanin se reunieron y acordaron colaborar con el responsable de información del VI Cuerpo de Ejército italiano. A finales de enero de 1942, Jevđević se ofreció a colaborar con los italianos si se decidían a ocupar Bosnia y a organizar destacamentos chetniks para combatir a los partisanos en común. En estas conversaciones participaron el general Lorenzo Dalmazzo, comandante del VI Cuerpo de Ejército italiano y los dirigentes chetniks Stevo Radjenović, Trifunović-Birčanin, Jezdimir Dangić y el propio Jevđević. Durante la primavera y el verano de 1942, Jevđević y Trifunović-Birčanin recorrieron las poblaciones de los distritos de Goražde, Kalinovik y Foča exhortando a la población y a los destacamentos chetniks a mostrar lealtad a los italianos. En mayo de 1942, Jevđević se reunió con oficiales del espionaje alemán en Dubrovnik y se le consultó si estaba dispuesto a colaborar en la pacificación de Bosnia. Mihailović conocía y aceptó los acuerdos colaboracionistas realizados por Jevđević y Trifunović-Birčanin. Estos a menudo se reunían con el comandante chetnik Momčilo Đujić en Split y los tres a menudo discutían sobre cómo repartirse la ayuda financiera que recibían de las autoridades italianas.

Mapa con el reparto del Reino de Yugoslavia entre la potencias del Eje entre 1941 y 1943 y que muestra la línea de separación de las zonas italiana y alemana del NDH

En un informe interno chetnik de junio de 1942, Jevđević afirmaba que las brigadas proletarias de los partisanos contenían en su seno numerosos «judíos, gitanos y musulmanes». En julio del mismo año, realizó una proclama a los serbios de Bosnia oriental y Herzegovina en la que afirmó:

Tito, el jefe militar supremo de los partisanos, es un croata de Zagreb. Pijade, el jefe político supremo de los partisanos, un judío. Cuatro quintas partes de sus fuerzas armadas provienen del Ejército croata de Pavelić. Dos tercios de sus oficiales son antiguos oficiales croatas. La financiación de su movimiento proviene de poderoso capitalistas croatas de Zagreb, Split, Sarajevo y Dubrovnik. El cincuenta por ciento de los ustachas responsables de las matanzas de serbios están ahora en sus filas.

También acusó a los partisanos de haber «destruido iglesias serbias y haber levantado mezquitas, sinagogas y templos católicos».
A mediados de 1942, los chetniks se percataron de la intención italiana de retirarse de considerables zonas del NDH que habían dominado militarmente hasta entonces. Jevđević y Trifunović-Birčanin informaron a los italianos que, como consecuencia, Mihailović estaba sopesando la posibilidad de evacuar a los civiles serbios de Herzegovina a Montenegro y enviar a chetniks montenegrinos al norte para enfrentarse a los ustachas, de los que esperaba otra oleada de ataques contra la población civil serbia. Entre el 22 y el 23 de julio de 1942, Mihailović presidió una conferencia en la que prticiparon tanto Jevđević como Trifunović-Birčanin en Avtovac, en Herzegovina. El segundo día de la conferencia, Jevđević y Trifunović-Birčanin se trasladaron a la cercana Trebinje donde trataron con los dirigentes chetniks hercegovinos Radmilo Grđić y Milan Šantić. El consulado alemán en Sarajevo informó que en esta reunión se fijaron los objetivos y la estrategia de los chetniks hercegovinos, que fueron los siguientes:

1.-La creación de una Gran Serbia.
2.-La destrucción  de los partisanos.
3.-La expulsión de los católicos y los musulmanes.
4.-El rechazo a reconocer oficialmente a Croacia.
5.-El rechazo a colaborar con los alemanes.
6.-La colaboración temporal con los italianos con el objetivo de obtener armas, municiones y comida.

Bajo protección italiana, los chetniks eliminaron completamente a la población croata y musulmana de Herzegovina oriental entre julio y agosto de 1942. Inmediatamente después de una matanza de población no serbia en Foča en agosto, Jevđević publicó una proclama para los musulmanes de la región en la que exigía que se uniesen a los chetniks en su lucha contra los ustachas. Afirmó: «Creo personalmente que en el futuro Estado los musulmanes no deben de contar con otra opción que aceptar de forma final y definitiva la nacionalidad serbia y renunciar a sus maniobras entre las naciones serbia y croata, sobre todo porque todas las tierras en las que habitan se convertirán de forma incontrovertible e inalterable en parte del Estado serbio». En agosto el general Mario Roatta, comandante del 2.º Ejército italiano, se puso en contacto con Jevđević y «legalizó» a tres mil de sus chetniks, concediéndoles autorización para actuar en la Herzegovina oriental.
En el otoño de 1942, adoptó una actitud muy diferente de la de otros dirigentes chetniks y abogó por la colaboración con los musulmanes para formar unidades chetniks musulmanas para enfrentarse a los ustachas y partisanos. Favorecía esta tolerancia como táctica política en las regiones donde los musulmanes se hallaban protegidos por los alemanes. Consideraba necesario mostrar cierta tolerancia hacia a los musulmanes por razones tácticas, si bien no debía olvidarse que «no podría existir una verdadera unidad con ellos». A finales de septiembre y comienzos de octubre, Jevđević y Petar Baćović mantuvieron conversaciones con el dirigente musulmán Ismet Popovac y acordaron formar una organización chetnik musulmana. Jevđević animó entonces a los mandos italianos a ocupar toda Bosnia y Herzegovina con el fin de acabar con la autoridad ustacha en la región y afirmó que contaba con el respaldo del ochenta por ciento de la población, formado por serbios y musulmanes. Al tiempo, solicitó que los alemanes concediesen autonomía a Bosnia y Herzegovina hasta el final de la contienda, afirmando que los musulmanes eran «conocidos amigos de los alemanes, tanto antes de la guerra como en la actualidad». Aunque trató de recabar el apoyo de los musulmanes aprovechando el deseo de estos de autonomía para forjar una alianza con el Eje, sus esfuerzos en este sentido fracasaron.

### Operación Alfa
A finales de agosto de 1942, Mihailović ordenó a las unidades chetniks, incluidas las que operaban en el NDH como las de Jevđević, que se preparasen para una gran operación antipartisana en colaboración con tropas italianas y croatas. En septiembre, conscientes de su incapacidad para derrotar por sí solos a los partisanos, los chetniks trataron de persuadir a los italianos de emprender una gran operación contra las fuerzas partisanas en Bosnia occidental. Trifunović-Birčanin se reunió con Roatta el 10 y el 21 de septiembre y le urgió a comenzar esta operación lo más pronto posible para eliminar a los partisanos de la zona de Prozor–Livno; para ello le ofreció siete mil quinientos combatientes chetniks, con la condición de que los pertrechos y abastos corriesen a cargo de los italianos. Logró que Roatta le entregase algunas armas y que le prometiese que llevaría a cabo ciertas operaciones. Sin embargo, los partidarios de la operación tuvieron que enfrentarse a la oposición del caudillo ustacha Ante Pavelić y al recelo del alto mando italiano; a punto de ser anulada, la promesa de Jevđević y Trifunović-Birčanin de que sus fuerzas cooperarían con las unidades antipartisanas croatas y musulmanas permitió que se llevase a cabo, si bien con una participación chetnik menor a la planeada inicialmente.
A comienzos de octubre, Jevđević y Baćović, con tres mil chetniks de Herzegovina y del suroeste de Bosnia, participaron en la operación Alfa, dirigida por los italianos. Esta consistía en un ataque contra Prozor a lo largo de dos ejes. Tropas alemanas y croatas avanzaron desde el norte, mientras que unidades italianas y chetniks lo hacían desde el río Neretva. Prozor y otras localidades menores cayeron en manos de las fuerzas italo-chetniks. Bandas chetniks, actuando por su propia cuenta, incendiaron varias poblaciones y asesinaron a entre 543 y 2500 musulmanes y católicos de los alrededores de Prozor. Este comportamiento airó al Gobierno del NDH y forzó a los italianos a ordenar la retirada de las unidades chetniks. Algunas fueron directamente disueltas, mientras que otras se enviaron al norte de Dalmacia a cooperar con las unides de Đujić. Un mes después de la matanza, Jevđević y Baćović redactaron un informe crítico con su propia actuación en Prozor a Mihailović, con la esperanza de distanciarse de las acciones de las tropas durante la operación.

### Operación Weiss

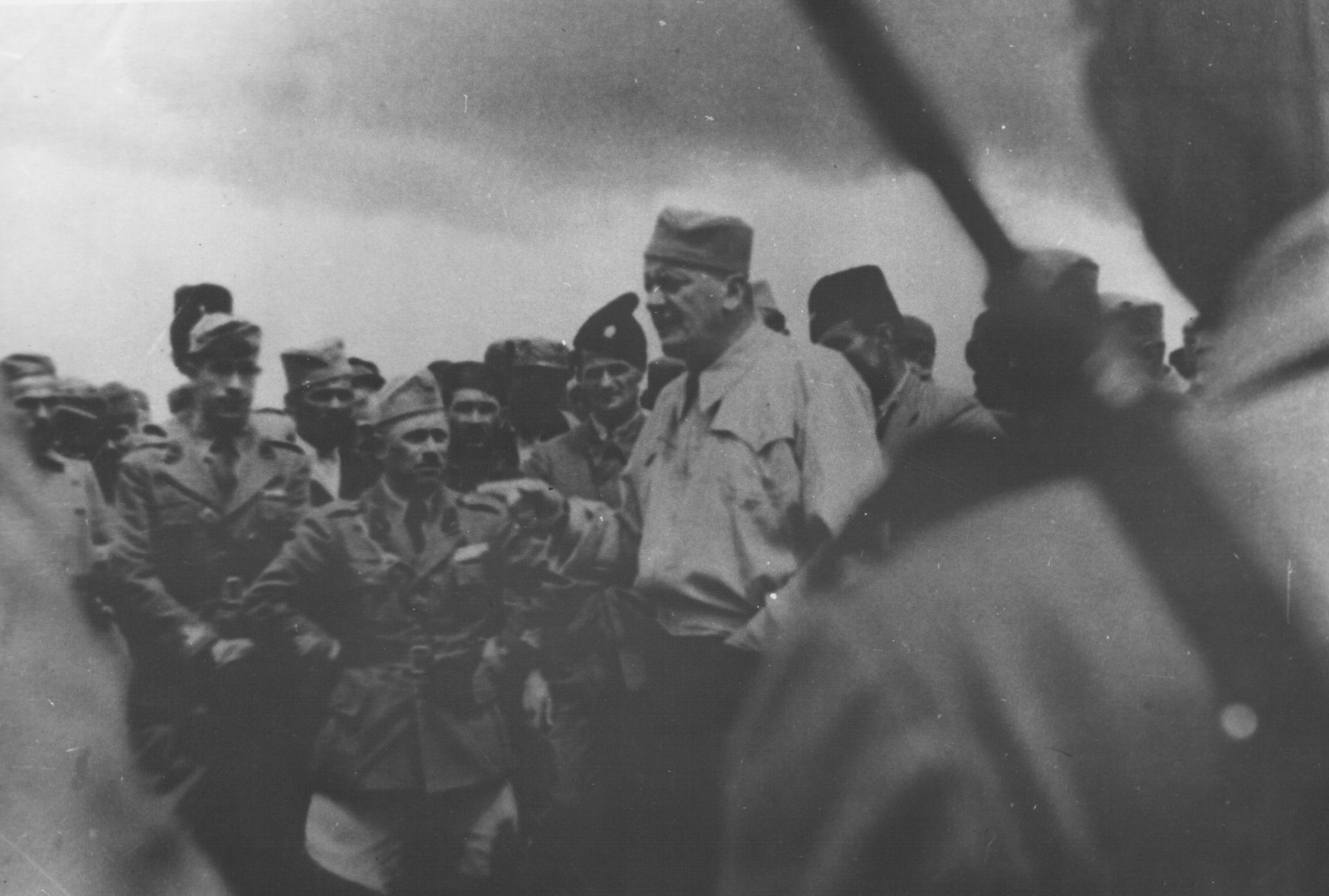
Jevđević arengando a las tropas chetniks en presencia de oficiales italianos en febrero de 1943.

En una entrevista con Roatta en noviembre de 1942, Jevđević logró la aquiescencia italiana para «legalizar» a otros tres mil chetniks y el reconocimiento de casi toda Herzegovina oriental como «territorio chetnik». El 15 del mes, Jevđević accedió a apoyar el plan italiano de comenzar a armar grupos de antipartisanos musulmanes. Esta decisión casi le costó la vida ya que un grupo de chetniks rotundamente opuestos a la entrega de armamento a los grupos croatas y musulmanes contrarios a los partisanos por parte de las autoridades italianas se trasladó a Mostar para asesinarlo.
A finales de 1942, la colaboración entre italianos y chetniks se había convertido en habitual. Los italianos incluyeron fuerzas chetniks en el plan de la operación Weiss, una gran ofensiva antipartisana planeada para el 20 de enero de 1943. El 3 de enero, Jevđević participó en una conferencia del Eje sobre la operación celebrada en Roma, junto con altos oficiales alemanes, italianos y croatas. El plan incluía la participación de los doce mil chetniks que se hallaban a las órdenes de Jevđević; el 23 de febrero, acordó con los alemanes que estos se abstendrían de cruzar el río Neretva, para evitar el contacto entre las unidades germanas y las chetniks. A comienzos de la operación, Jevđević rubricó otro pacto de cooperación con el comandante de las fuerzas del NDH en Mostar. Más tarde, solicitó a través de los italianos la ayuda de la 7.ª División de Montaña SS Prinz Eugen para defender Nevesinje, que se hallaba duramente asediada por las fuerzas partisanas que habían quebrado las líneas chetniks en la batalla a lo largo del Neretva. Aunque la petición contó con el respaldo italiano, los alemanes se negaron a emplear la unidad, que según ellos tenía reservadas otras tareas.
Después del fallecimiento de Trifunović-Birčanin en febrero de 1943, Jevđević, junto con Đujić, Baćović y Radovan Ivanišević, se comprometió con los italianos a continuar en la línea de aquel y seguir colaborando estrechamente con ellos en la lucha contra los partisanos. Mihailović parece que entendió que Jevđević había excedido sus atribuciones al asistir a la conferencia en Roma sobre la operación Weiss; así, cuando el Gobierno yugoslavo en el exilio otorgó a Jevđević la Orden de la Estrella de Karađorđe a comienzos de 1943 por sus servicios a la población serbia durante el periodo de matanzas ustachas en 1941, Mihailović prohibió el anuncio de la concesión de la condecoración por el acuerdo de Jevđević con los italianos, aunque también pudo deberse a su conocimiento de las matanzas chetniks de católicos y musulmanes herzegovinos como venganza por las matanzas ustachas en Croacia. En marzo Jevđević exigió públicamente el fin de las matanzas de croatas a manos de los chetniks en Herzegovina.
En junio de 1943, Mihailović envió a Jevđević a Eslovenia a informarse sobre el estado de las fuerzas chetniks en la región. Jevđević comenzó a establecer contactos con los alemanes antes de la rendición italiana en septiembre de 1943. El 3 de ese mes, viajó a Roma desde Rijeka y se puso en contacto con los servicios de espionaje alemanes. Comenzó así el periodo de colaboración con el Reich. Tras la ocupación alemana del territorio del NDH que hasta entonces habían controlado los italianos, Jevđević se trasladó a Trieste y se instaló en el Hotel Continental. Desde allí, organizó a los chetniks desplazados y coordinó su traslado a la localidad de Opatija. Permaneció en Trieste hasta enero de 1944, cuando se mudó a Opatija con los chetniks reclutados en Trieste, que habían quedado bajo su mando. Más tarde trasladó sus fuerzas a Ilirska Bistrica. Colaboró con los alemanes hasta el final del conflicto.

### Retirada
En diciembre de 1944, los tres mil chetniks que aún quedaban a las órdenes de Jevđević se unieron a los de Momčilo Đujić, al Cuerpo de Voluntarios Serbios de Dimitrije Ljotić y a los restos de la Guardia Estatal Serbia de Milan Nedić, por entonces mandadas por el general SS Odilo Globocnik, responsable de la zona de operaciones del literal adriático. A pesar de esto, trataron de establecer contacto con los Aliados occidentales en Italia para intentar obtener su ayuda para lanzar una ofensiva anticomunista en Yugoslavia que restaurase la monarquía. Recibieron la bendición del obispo ortodoxo serbio Nikolaj Velimirović cuando este llegó a Eslovenia. En 11 de abril de 1945, un destacamento de chetniks de Jevđević, junto con otros tres regimientos del Cuerpo de Voluntarios Serbios, se dirigió a Croacia suroccidental con el objetivo de encontrarse con el Cuerpo de Voluntarios Montenegrinos de Pavle Đurišić, que avanzaba a través de Bosnia en dirección a Eslovenia. El intento de socorro resultó tardío, ya que fuerzas del NDH ya habían derrotado a los montenegrinos en la  batalla del campo de Lijevče en las cercanías de Banja Luka, en la que Đurišić fue capturado y ejecutado. La columna regresó entonces a Eslovenia, donde sostuvo diversos combates con los partisanos antes de retirarse a Austria. Más tarde, estos chetniks fueron capturados por los Aliados y devueltos a Yugoslavia, donde fueron pasados por las armas por los partisanos. Jevđević mantuvo su influencia en el movimiento chetnik hasta el final de la contienda.

## Exilio y muerte
Huyó a Italia en la primavera de 1945. Arrestado por los Aliados, se le envió al campo de prisioneros de Grottaglie. Se calcula que unos diez mil chetniks le acompañaron a él y a Đujić al exilio italiano. Jevđević pasó cierto tiempo internado en Grottaglie junto con otros prisioneros, entre los que se encontraba el antiguo comisario ustacha en Banja Luka, Viktor Gutić. Mientras, se presentaron cargos contra él en Sarajevo. Se le acusaba de que, bajo su mando, en «la primera mitad de octubre de 1942, en el propio Prozor y en los alrededores ellos [italianos y chetniks] asesinaron a 1716 personas de ambos sexos, de las naciones croata y musulmana, y saquearon y quemaron alrededor de 500 casas». Jevđević recibió notable respaldo aliado a pesar de que las autoridades británicas le buscaban por los mismos hechos. A pesar de que formalmente los chetniks internados en Italia eran soldados enemigos que se habían rendido, recibieron el favor aliado, ya que en realidad se les consideraba antialemanes. Algunos prisioneros chetniks recibieron uniformes británicos y se les encargaron tareas militares auxiliares por toda Italia, como la vigilancia de pertrechos y abastos. En agosto de 1945, se nombró a Jevđević comandante de un campo de chetniks internados en Cesena. Finalmente se le puso en libertad y se desdeñaron las peticiones yugoslavas de extradición.

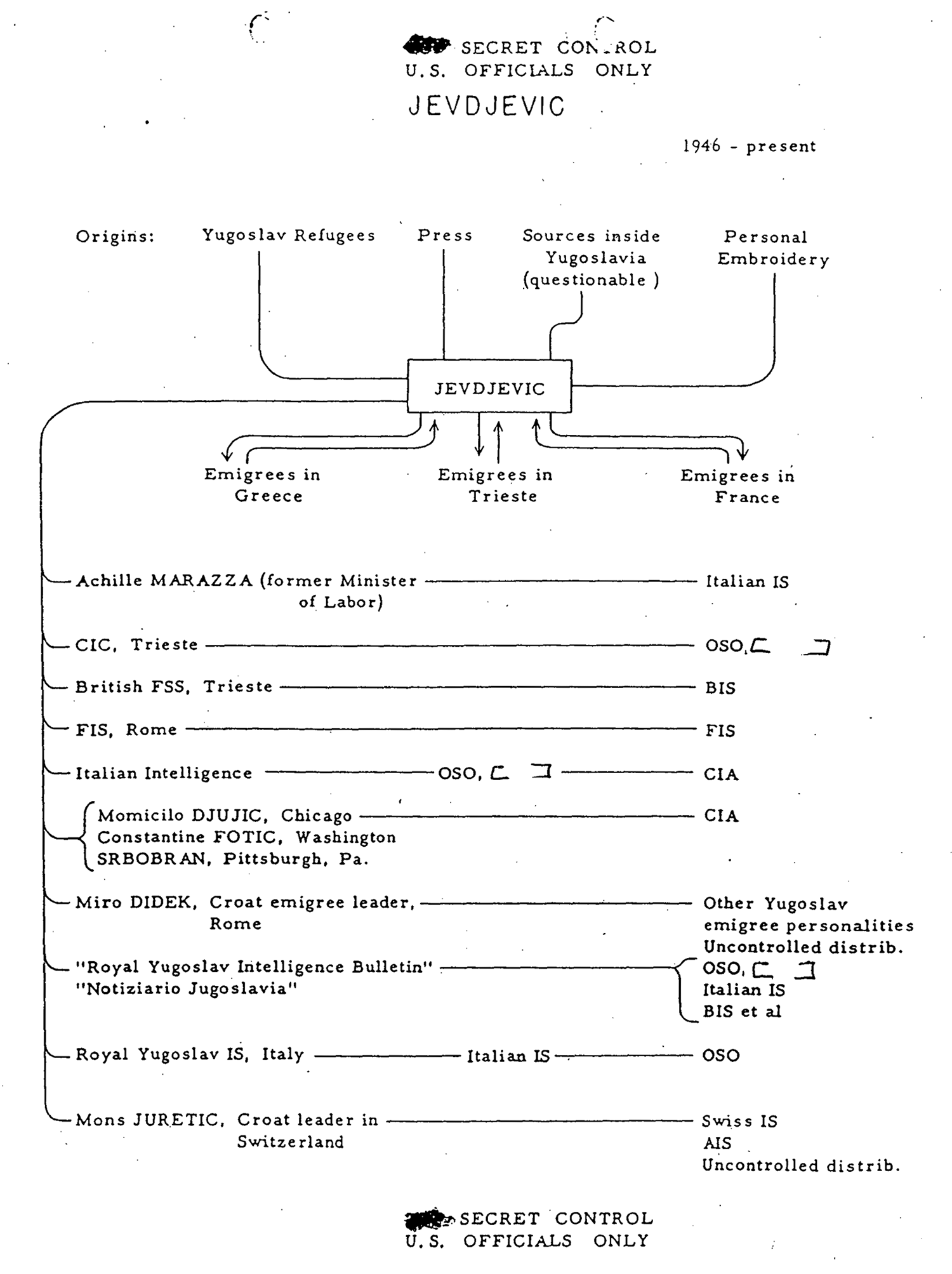
Diagrama de la CIA en la que se indica la información intercambiada por Jevđević con distintos grupos.

Según la Agencia Central de Inteligencia estadounidense (CIA), Jevđević vivió en Roma con los nombres Giovanni St. Angelo y Enrico Serrao. Empleó la mayor parte de su tiempo y dinero en disputas con otros políticos yugoslavos emigrados, intentando demostrar que su colaboración con las autoridades italianas había sido necesaria para proteger a la población de Bosnia y Herzegovina de los partisanos y de los alemanes. Se afilió a la Asociación de Periodistas Libres de Europa Sudoriental y comenzó a publicar un periódico secreto con el nombre de Boletín del Espionaje Real Yugoslavo que, junto con otros informes secretos, compartió con los servicios de espionaje italianos, para los que trabajó como confidente entre 1946 y 1947. Publicó artículos en diversos periódicos, como Srbobran, nacionalista serbio. En 1946, coadyuvó a fundar el Comité Nacional Serbio en Roma y, con la ayuda de Achille Marazza, publicó un periódico panserbio y anticroata llamado Srpske Novine en Eboli. También estableció contacto con grupos neofascistas italianos y con un grupo anticomunista llamado Comité de las Naciones Oprimidas por Rusia.
Los desacuerdos sobre la dirección de los diez mil exiliados chetniks en Italia llevaron a un enfrentamiento entre Jevđević, Đujić y el general Miodrag Damjanović a mediados de 1947. Damjanović había sido nombrado por Mihailović en marzo de 1945 comandante de las fuerzas chetniks en el noreste de Italia. Sin embargo, Jevđević y Đujić se negaron a aceptar este nombramiento y afirmaron ser los únicos sucesores legítimos de Mihailović al frente del movimiento chetnik.
Según la CIA, en 1949 diversos organismos como el Ministerio del Interior italiano, el Cuerpo de Contraespionaje estadounidense, el Servicio Científico Forense británico en Trieste o los servicios de espionaje franceses en Roma y París utilizaban los informes secretos de Jevđević. Entre sus confidentes en asuntos de espionaje se encontraban Đujić, que pasaba sus informes secretos a la CIA, Konstantin Fotić, antiguo embajador yugoslavo en los Estados Unidos, y Miro Didek, representante oficioso de Vladko Maček para asuntos de espionaje en Roma. La mayoría de los informes secretos provenían de información aportada por refugiados que huían de Yugoslavia y llegaban a Italia por Trieste y de grupos de emigrantes en Italia y Grecia. En 1949, Jevđević afirmaba haber creado una gran red de propagandistas anticomunistas en Italia así como contar con centros de recogida de información secreta en Albania, Bulgaria y Grecia. La CIA, no obstante, consideraba exageradas estas afirmaciones, si no completamente falsas. En 1951, Jevđević comenzó a publicar un periódico prochetnik y anticomunista en una institución religiosa italiana. Sus números se enviaban a exiliados yugoslavos y antiguos chetniks afincados en Estados Unidos, Canadá, Australia y algunos países europeos.
En mayo y junio de 1952, visitó Canadá y participó en el Congreso de Defensa Nacional Serbia (Srpska Narodna Odbrana) celebrado en Niagara Falls sobre la evolución de los grupos de emigrados serbios en Italia. El año siguiente, publicó junto a Đujić una proclama en Chicago en la que anunciaban su intención de organizar grupos chetniks contrarios a Damjanović, que se había instalado en Alemania. Más tarde, recibió cartas amenazadoras que trataban de disuadirle de tal acción para que no dividiese así a la emigración yugoslava. Apenas se tiene información sobre su actividad a partir de 1953. Siguió viviendo en Roma hasta su fallecimiento en octubre de 1962.